# Audi Q5 e-tron
Pour les articles homonymes, voir Audi e-tron (homonymie) et Audi Q5.
L'Audi Q5 e-tron est un crossover électrique de luxe avec trois rangées produit en Chine par Audi par le biais de la co entreprise SAIC Volkswagen. Basé sur la plate-forme MEB, il s'agit du cinquième modèle électrique de la gamme Audi e-tron. Il est considéré comme l'équivalent Audi du Volkswagen ID.6 de taille similaire, mais il n'est pas mécaniquement lié à l'Audi Q5 ou à l'Audi e-tron Quattro qui utilise la plate-forme MLB.

## Aperçu
Le Q5 e-tron a été révélé au Salon de l'automobile de Guangzhou 2021 en tant que premier modèle à trois rangées de la gamme e-tron et neuvième modèle basé sur la plate-forme MEB. Tout en arborant un design extérieur distinct, le design du tableau de bord est dérivé du Q4 e-tron, avec un tableau de bord numérique de 10,25 pouces et un écran tactile d'infodivertissement de 11,6 pouces.
Deux variantes sont proposées, à savoir le Q5 40 e-tron et le Q5 50 e-tron quattro. Le Q5 40 e-tron est propulsé par un seul moteur de 201 ch (204 PS; 150 kW), tandis que le vaisseau amiral Q5 50 e-tron quattro est doté d'une configuration à deux moteurs de 301 ch (305 PS; 224 kW) et de la traction intégrale. Il est disponible avec une batterie de 83,4 kWh,.